# Альвіс
Альвіс (давньосканд. Alviss — всезнайко) — у германо-скандинавській міфології — один із двергів (цвергів), який живе під землею. 

У легендах він згадується як наймудріший із двергів. Сам він вважав, що після смерті Квасіра він став найрозумнішою істотою і міг змагатися мудрістю навіть з Одіном. Запишавшись, він вирішив приєднатися до асів і переселитися в Асгард, і посватався до дочки Тора Труд. Оскільки самого Тора не було вдома, бо він розмовляв з Сіф, дружиною Тора, і переконав її на користь такого шлюбу. На наступний день Тор, повернувшись додому, дізнався, що його дочка стала нареченою чорного гнома (дверга). Тор не міг порушити слово, дане Сіф, але він придумав хитрість. Коли Альвіс знову прийшов в Асгард — його зустрів Тор і сказав, що перед весіллям бажає перевірити, чи так мудрий дверг, як про це говорять. На перше питання, про устрій світу, Альвіс відповідав більше двох годин, на друге питання, про всіх істот, Альвіс відповідав ще довше і коли закінчив — небо стало ясно-сірим. Тоді Тор попросив його назвати всі зірки на небі, і захоплений дверг почав відповідати, але настав світанок, і він обернувся на камінь. Так він був покараний за свою зухвалість.